# Madelen Janogy
Madelen Janogy (Falun, 12 november 1995) is een Zweedse voetbalspeelster die als aanvaller speelt voor ACF Fiorentina in de Serie A.

## Clubcarrière
Janogy begon op elfjarige leeftijd bij haar jeugdclub Falköpings KIK en maakte in 2010 haar debuut in het seniorenteam actief in Division 1, het derde niveau van Zweden.  In 2013 maakte ze 32 doelpunten in 21 wedstrijden in diezelfde competitie.
In 2014 stapte ze over naar het een niveau hoger actieve Mallbackens IF in de Elitettan, waar ze bijdroeg aan de promotie van de club naar de Damallsvenskan. In 2015 maakte ze haar debuut in de Damallsvenskan en scoorde ze twee doelpunten in 21 wedstrijden, waarmee ze haar club hielp aan handhaving op het hoogste niveau.
Vanaf 2016 kwam Janogy uit voor Piteå IF in de Damallsvenskan. In 2017 scoorde ze 5 doelpunten in 22 wedstrijden en verlengde ze haar contract met een jaar. Een seizoen later werd ze voor het eerst landskampioen met de club. Janogy droeg met vier doelpunten bij aan dit kampioenschap, waarvan ze er twee maakte in een wedstrijd tegen Växjö DFF. Na het seizoen 2019 verliet ze de Piteå.
Op 19 december 2019 tekende Janogy een contract bij de Duitse topclub VfL Wolfsburg. Een debuut in de Bundesliga bleef uit. In juli 2020 werd het contract van Janogy in onderling overleg ontbonden. Ze maakte zelf later bekend dat ze in haar periode in Wolfsburg last had van een burn-out.
In augustus 2020 keerde Janogy terug bij Piteå IF, waar ze een contract voor de duur van anderhalf jaar tekende. Ze maakte in haar tweede periode bij de club 3 doelpunten in 12 wedstrijden. In november van hetzelfde jaar verliet ze de club alweer.
Begin 2021 maakte Janogy een transfer naar het gepromoveerde Hammarby IF. In haar debuutseizoen maakte ze 10 doelpunten in 21 wedstrijden en werd Janogy door de supporters van de club verkozen tot speelster van het jaar.
In 2022 kampte Janogy veelvuldig met blessureleed en hielp ze met 11 doelpunten in 21 optredens Hammarby aan de vijfde plek in de competitie. Eind 2022 verlengde ze haar contract voor een jaar.
In 2023 won Janogy met Hammarby de Svenska Cupen, waar ze met twee doelpunten in de finale een groot aandeel in had.. Ook werd ze landskampioen van de Damallsvenskan. Het was voor het eerst in 38 jaar dat Hammarby landskampioen werd. Janogy was met 12 doelpunten de topscorer van haar team en werd aan het einde van het seizoen uitgeroepen aanvalster van het seizoen.
Op 3 januari 2024 tekende Janogy een tweejarig contract bij ACF Fiorentina. Diezelfde maand scoorde ze haar eerste twee doelpunten voor Fiorentina in een thuiswedstrijd tegen Pomigliano CF, dat mede daardoor met 3–1 werd verslagen. In het seizoen 2024/25 speelde ze 21 competitiewedstrijden, waarin ze 8 doelpunten maakte. Janogy was daarmee clubtopscorer van Fiorentina in de Serie A. Op 12 april 2025 scoorde ze een hattrick in een wedstrijd tegen AC Milan, die met 5-3 werd verloren.

## Statistieken
| Seizoen | Club           | Land   | Competitie     | Wedstrijden | Doelpunten |
| ------- | -------------- | ------ | -------------- | ----------- | ---------- |
| 2015    | Mallbackens IF | Zweden | Elitettan      | 21          | 2          |
| 2016    | Mallbackens IF | Zweden | Elitettan      | 22          | 5          |
| 2017    | Piteå IF       | Zweden | Damallsvenskan | 22          | 7          |
| 2018    | Piteå IF       | Zweden | Damallsvenskan | 21          | 4          |
| 2019    | Piteå IF       | Zweden | Damallsvenskan | 19          | 8          |
| 2020    | Piteå IF       | Zweden | Damallsvenskan | 12          | 3          |
| 2021    | Hammarby IF    | Zweden | Damallsvenskan | 21          | 10         |
| 2022    | Hammarby IF    | Zweden | Damallsvenskan | 21          | 11         |
| 2023    | Hammarby IF    | Zweden | Damallsvenskan | 24          | 12         |
| 2023/24 | ACF Fiorentina | Italië | Serie A        | 14          | 7          |
| 2024/25 | ACF Fiorentina | Italië | Serie A        | 21          | 8          |
| Totaal  | Totaal         | Totaal | Totaal         | 219         | 77         |

Laatste update: 17 juni 2025

## Interlandcarrière
Janogy maakte op 22 januari 2019 haar debuut voor het Zweedse nationaal elftal op 22 januari 2019 door in de 61ste minuut in te vallen in een doelpuntloos gelijkspel tegen Zuid-Afrika. Ze maakte haar eerste interlanddoelpunt op 31 mei 2019 in een met 1-0 gewonnen vriendschappelijke wedstrijd tegen Zuid-Korea. Janogy maakte onderdeel uit van de Zweedse selectie op het WK 2019, waarin ze als invalster haar team met een doelpunt hielp aan een 2-0 overwinning op Chili in het eerste groepsduel. Ze maakte drie keer als invalster haar opwachting op het toernooi waarop Zweden de derde plaats behaalde.
Op 13 juni 2023 werd Janogy opgenomen in de Engelse selectie voor op het WK 2023 in Australië en Nieuw-Zeeland. Twee jaar later volgde een nieuwe deelname aan een eindtoernooi voor Janogy door geselecteerd te worden voor het EK 2025. Hier werd Zweden na een penaltyreeks in de kwartfinales tegen Engeland uitgeschakeld.